# Güssefeld
Güssefeld ist ein Ortsteil und eine Ortschaft von Kalbe (Milde) im Altmarkkreis Salzwedel in Sachsen-Anhalt, Deutschland.

## Geographie

### Lage
Güssefeld, ein T-förmiges Straßendorf mit Kirche, liegt 25 Kilometer südöstlich der Kreisstadt Salzwedel in der Altmark. Sieben Kilometer westlich von Güssefeld verläuft die Bundesstraße 71. Im Norden fließt der Augraben.

### Ortschaftsgliederung
Zur Ortschaft gehört nur der Ortsteil Güssefeld mit der Wohnplatz Dammkrug.

## Geschichte

### Mittelalter bis Neuzeit

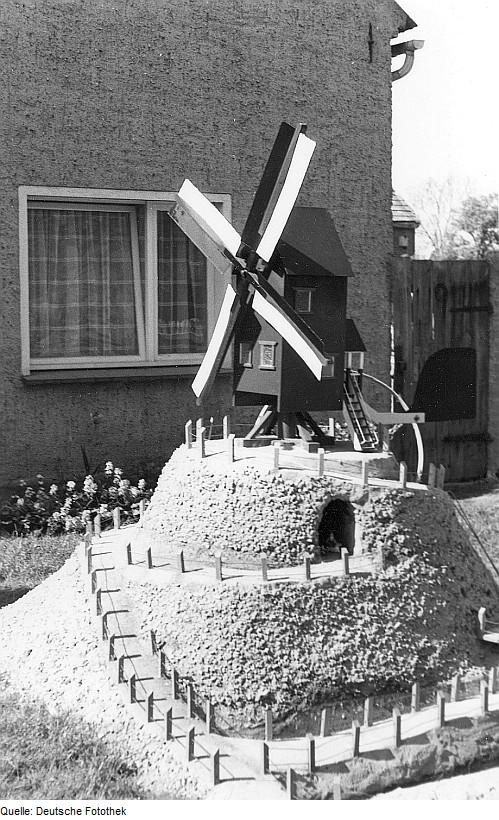
Modell der Bockwindmühle (1974)

Aufgrund der Lage am verkehrstechnisch bedeutenden Dammkrug im Augrabental hatte Güssefeld jahrhundertelang eine wichtige Funktion inne. Ausschließlich über den Damm konnte die Handelsstraße in Richtung Norden nach Salzwedel, Lüneburg und Hamburg erreicht werden.
Güssefeld wurde im Jahre 1324 als Gussenuelde erwähnt, als Hans und Heinecke von Kröcher das Schloss Kalbe mit den zugehörigen Dörfern an Albrecht von Alvensleben verkaufen. Im Jahre 1370 wurde es als Güssenvelde urkundlich erwähnt.
Weitere Nennungen sind 1541 Güssefelt, 1687 Güssefeld und 1804 Güsselfeld, Dorf mit drei Freihöfen, Schmiede, Windmühle und Krug.
Im Dreißigjährigen Krieg kam es zu schweren Zerstörungen; Güssefeld fiel den über den Kalbeschen Werder ziehenden Truppen zum Opfer.

### Herkunft des Ortsnamens
Franz Mertens führt den Ortsnamen auf das Althochdeutsche „gizan“ zurück in der Bedeutung für „strömen“. Güsse, Gieß und Guß sind alte Bachnamen. Güssefeld kann man also mit „Feld der kleinen Bäche“ oder „Bächefeld“ übersetzen.

### Dammkrug
Der Wohnplatz Dammkrug wurde erstmals 1745 als ein Krugrecht à parté auf dem Damm erwähnt, den einer der Großkossäten von Güssefeld unter sich hatte.
Hanns H. F. Schmidt berichtete 1994 eine Sage: Als der König Friedrich II. von Preußen wieder einmal durch die Altmark fuhr, ließ nach seiner Gewohnheit im Dammkrug bei Güssefeld ausspannen, um etwas auszuruhen. [Währenddessen] … errichteten die Bauern der [benachbarten] Dörfer in aller Eile eine blumengeschückte Ehrenpforte und der Schulmeister verfasste ein Gedicht … Darauf spendierte der erfreute alte Fritz den Bauern 20 Goldstücke.

### Archäologie

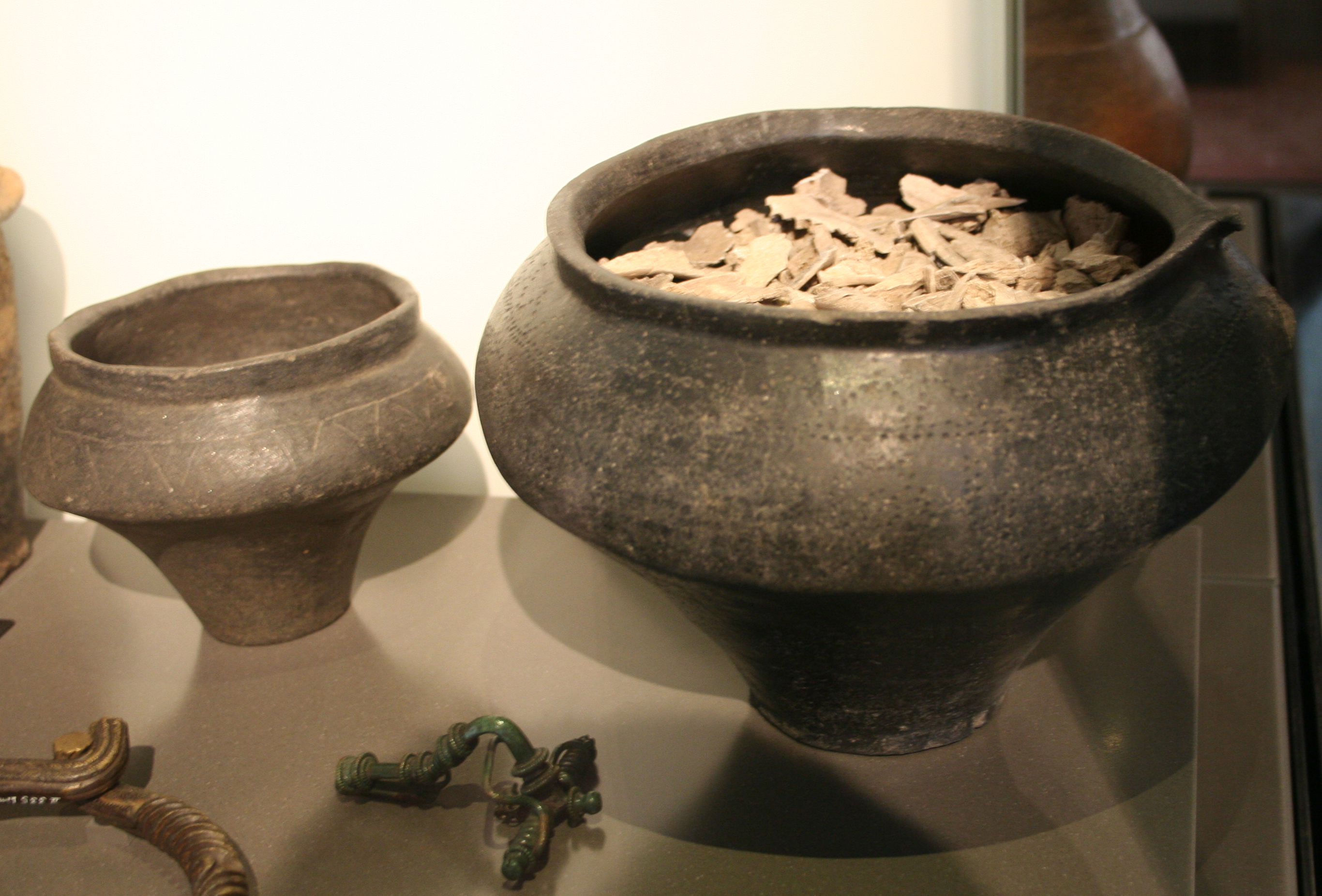
Urnen aus Güssefeld im Museum für Vor- und Frühgeschichte Berlin. Keramik, 1. Jahrhundert n. Chr.

1835 berichtete Johann Friedrich Danneil über seine Ausgrabungen eines eisenzeitliches Gräberfelds am Mühlenberg bei Güssefeld im August und Oktober des Jahres 1825. Ein Teil der Funde gelangte in das Danneil-Museum in Salzwedel, ein anderer Teil in das heutige Museum für Vor- und Frühgeschichte in Berlin.

### Eingemeindungen
Ursprünglich gehörte das Dorf zum Arendseeischen Kreis der Mark Brandenburg in der Altmark. Zwischen 1807 und 1813 lag es im Kanton Kalbe auf dem Territorium des napoleonischen Königreichs Westphalen. Nach weiteren Änderungen gehörte die Gemeinde ab 1816 zum Landkreis Salzwedel.
Am 25. Juli 1952 wurde die Gemeinde Güssefeld in den Kreis Kalbe (Milde) umgegliedert. Am 1. Januar 1988 erfolgte die Zuordnung zum Kreis Gardelegen. Schließlich kam die Güssefeld am 1. Juli 1994 zum Altmarkkreis Salzwedel.
Durch einen Gebietsänderungsvereinbarung beschlossen die Gemeinderäte der Gemeinden Stadt Kalbe (Milde) (am 8. Mai 2008), Altmersleben (am 14. Mai 2008), Güssefeld (am 6. Mai 2008), Kahrstedt (am 7. Mai 2008), Neuendorf am Damm (am 2. Mai 2008), Wernstedt (am 13. Mai 2008) und Winkelstedt (am 13. Mai 2008), dass ihre Gemeinden aufgelöst und zu einer neuen Stadt Kalbe (Milde) vereinigt werden. Dieser Vertrag wurde vom Landkreis als unterer Kommunalaufsichtsbehörde genehmigt und trat am 1. Januar 2009 in Kraft.
Nach Umsetzung der Vereinigungsvereinbarung der bisher selbständigen Gemeinde Güssefeld wurde Güssefeld Ortsteil der neuen Stadt Kalbe (Milde). Für die eingeflossene Gemeinde wurde die Ortschaftsverfassung nach den §§ 86 ff. der Gemeindeordnung Sachsen-Anhalt eingeführt. Die aufgenommene Gemeinde Güssefeld und künftige Ortsteil Güssefeld wurde zur Ortschaft der neuen Stadt Kalbe (Milde). In der eingeflossenen Gemeinde und nunmehrigen Ortschaft Güssefeld wurde ein Ortschaftsrat mit fünf Mitgliedern einschließlich Ortsbürgermeister gebildet.

### Einwohnerentwicklung
| Jahr | Einwohner |
| ---- | --------- |
| 1734 | 215       |
| 1774 | 170       |
| 1789 | 213       |
| 1798 | 231       |
| 1801 | 228       |
| 1818 | 223       |
| 1840 | 302       |
| 1864 | 354       |

| Jahr | Einwohner |
| ---- | --------- |
| 1871 | 348       |
| 1885 | 331       |
| 1892 | [00]350   |
| 1895 | 366       |
| 1900 | [00]340   |
| 1905 | 297       |
| 1910 | [00]312   |
| 1925 | 331       |

| Jahr | Einwohner |
| ---- | --------- |
| 1939 | 334       |
| 1946 | 589       |
| 1964 | 356       |
| 1971 | 340       |
| 1981 | 249       |
| 1993 | 212       |
| 2006 | 185       |
| 2015 | 174       |

| Jahr | Einwohner |
| ---- | --------- |
| 2016 | 174       |
| 2017 | 182       |
| 2018 | 180       |
| 2020 | [00]178   |
| 2021 | [00]171   |
| 2022 | [0]168    |
| 2023 | [0]162    |

Quelle, wenn nicht angegeben, bis 2006 und 2015 bis 2018

## Religion

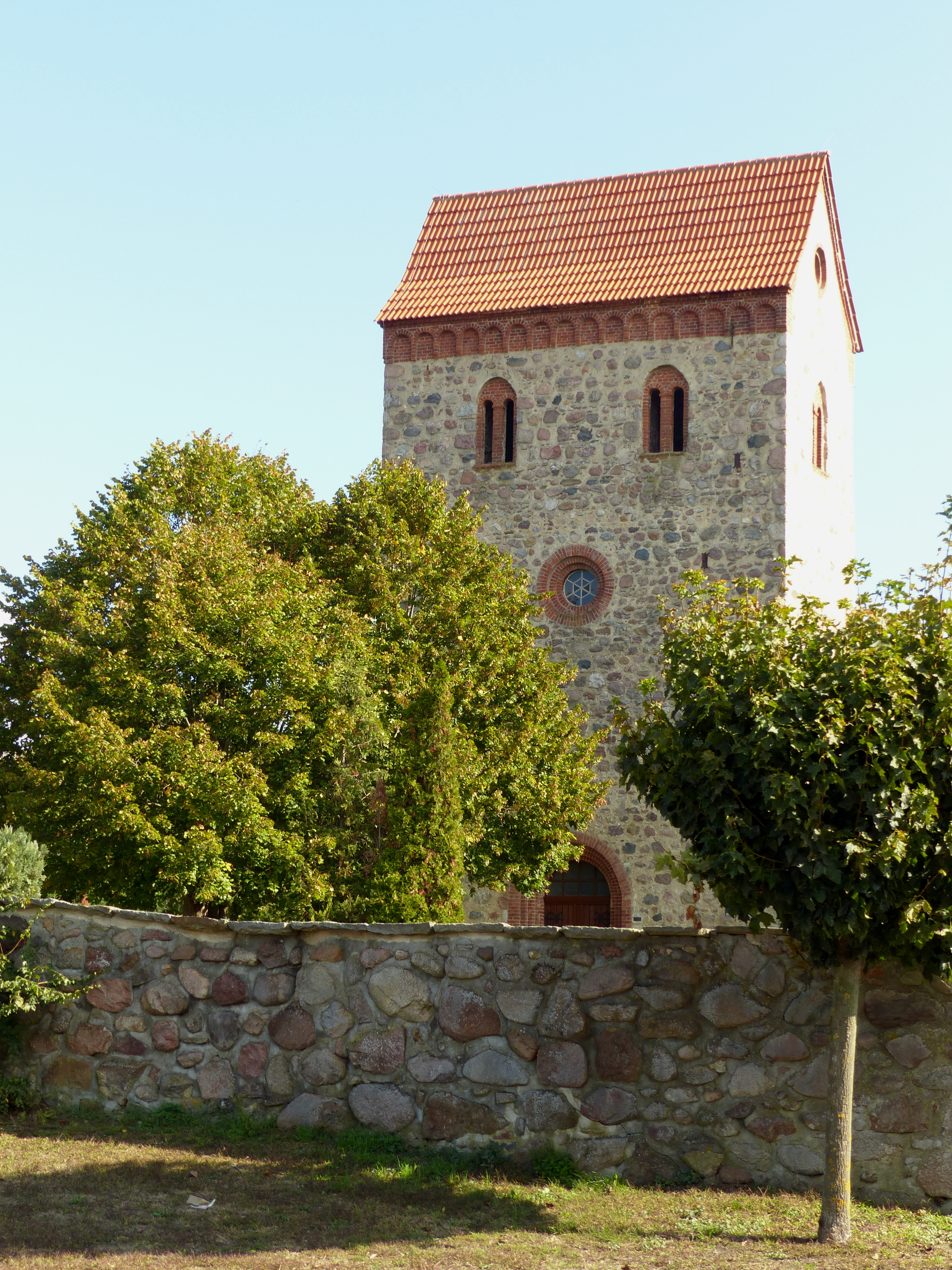
Dorfkirche Güssefeld

Die evangelische Kirchengemeinde Güssefeld, die früher zur Pfarrei Güssefeld gehörte, wird heute betreut vom Pfarrbereich Kalbe-Kakerbeck im Kirchenkreis Salzwedel im Bischofssprengel Magdeburg der Evangelischen Kirche in Mitteldeutschland. Die ältesten überlieferten Kirchenbücher für Güssefeld stammen aus dem Jahre 1616.
Die katholischen Christen gehören zur Pfarrei St. Hildegard in Gardelegen im Dekanat Stendal im Bistum Magdeburg.

## Politik

### Ortsbürgermeister
Martin Behringer ist Ortsbürgermeister der Ortschaft Güssefeld.

### Ortschaftsrat
Die Ortschaftsratswahl am 26. Mai 2019 lieferte folgende Sitzverteilung:
CDU: 1 Sitz
Wählergemeinschaft Güssefeld: 4 Sitze
Gewählt wurden drei Ortschaftsrätinnen und zwei Räte.

## Kultur und Sehenswürdigkeiten
Die evangelische Dorfkirche Güssefeld ist eine dreiteilige romanische Feldsteinkirche mit Fresken und einem Kanzelaltar aus dem 12. Jahrhundert ausgeschmückt. In den letzten Jahren wurde die Kirche umfassend restauriert, ebenso die feldsteinerne Kirchhofsmauer und das gotische Eingangstor aus Backstein.

## Sage aus Güssefeld – „Der Hexenritt“
Adalbert Kuhn und Wilhelm Schwartz überlieferten im Jahre 1848 eine Sage aus dem Güssefelder Dammkrug über den Hexen- und Bullenritt eines kleinen Jungen, dessen Mutter und Schwester Hexen waren.